# Entschärfungsdienst
Der Entschärfungsdienst ist ein Fachreferat des österreichischen Bundesministeriums für Inneres zur Entschärfung und Sicherstellung von gefährlichen Sprengmitteln. Der Entschärfungsdienst hat seinen Hauptsitz in der Rossauer Kaserne in Wien.
Im Jahr 2004 untersuchten die Entschärfer 1.225 sprengstoffverdächtige Gegenstände und stellten 13 gefährliche Kriegsrelikte sicher. Sie nahmen 508 Durchsuchungen und 33 Sicherstellungen vor und waren bei 40 Bombendrohungen mit Sicherungsmaßnahmen befasst. Außerdem waren sie in die Untersuchung von fünf Unfällen mit Explosivstoffen eingebunden und leisteten bei drei Sprengstoffanschlägen beziehungsweise Anschlagsversuchen die Entschärfungsarbeit.

## Aufgaben
Hauptaufgabengebiet des Entschärfungsdiensts ist das Erkennen und Entschärfen von unkonventionellen Spreng- und Brandvorrichtungen (USBV) im gesamten Staatsgebiet der Republik Österreich. In diesem Sinne nimmt der Dienst die Gefahrenabwehr von sprengstoffhaltigen Gegenständen und Kriegsmaterial, das mit einer strafbaren Handlung in Zusammenhang steht, wahr. Ebenso ist er auch für das Tatortmanagement bei Sprengstoffanschlägen und Unfällen mit Sprengstoffen zuständig.
Daneben beschäftigt sich der Entschärfungsdienst auch mit der Beschaffung von Sprengmitteln beispielsweise für Sondereinsätze des Einsatzkommandos Cobra sowie für Schulungs-, Präventions- und Entschärfungszwecke. Es werden auch regelmäßig Versuchsanordnungen zur Erprobung der Sprengkraft und -wirkung bestimmter Sprengmittel durchgeführt.
Für Kriegsrelikte aus der Zeit vor 1955 ist der Entminungsdienst des Bundesministeriums für Landesverteidigung zuständig.

## Organisation
Seit dem 1. Juni 2013 ist der Entschärfungsdienst in die Direktion für Sondereinheiten (DSE) eingebunden, der unter anderem auch das EKO Cobra und die Observationsdienste angehören.
Derzeit sind 18 Entschärfer im Dienste des Bundeskriminalamts tätig, wobei diese auf den Stammsitz in Wien und die operative Außenstelle in Hall in Tirol verteilt sind. Zusätzlich zu den Entschärfern sind in den Reihen der herkömmlichen Sicherheitsexekutive – insbesondere in der Bundespolizei und den Landeskriminalämtern – noch etwa 70 sprengstoffsachkundige Organe (SKO) verfügbar, die eine erste Abschätzung der Lage sowie ein schnelles Handeln vor Ort in allen Bundesländern ermöglichen. Die SKO überbrücken in erster Linie jenen Zeitraum, den die Entschärfer von der Alarmierung bis zum Eintreffen am Tatort benötigen und setzen auch erste Abklärungsmaßnahmen zur Gefährlichkeit der Lage. Oft ist der Einsatz eines Entschärferteams durch die Vorabklärung der SKO nicht mehr nötig.
Geschaffen wurde der Entschärfungsdienst Ende der 1960er-Jahre mit dem vermehrten Aufkommen von Sprengstoffanschlägen durch Südtirolaktivisten und dem Erstarken des internationalen Terrorismus als „Dienststelle für Entschärfungs-, Tatortarbeit und Dokumentation“.